# Tiefencastel

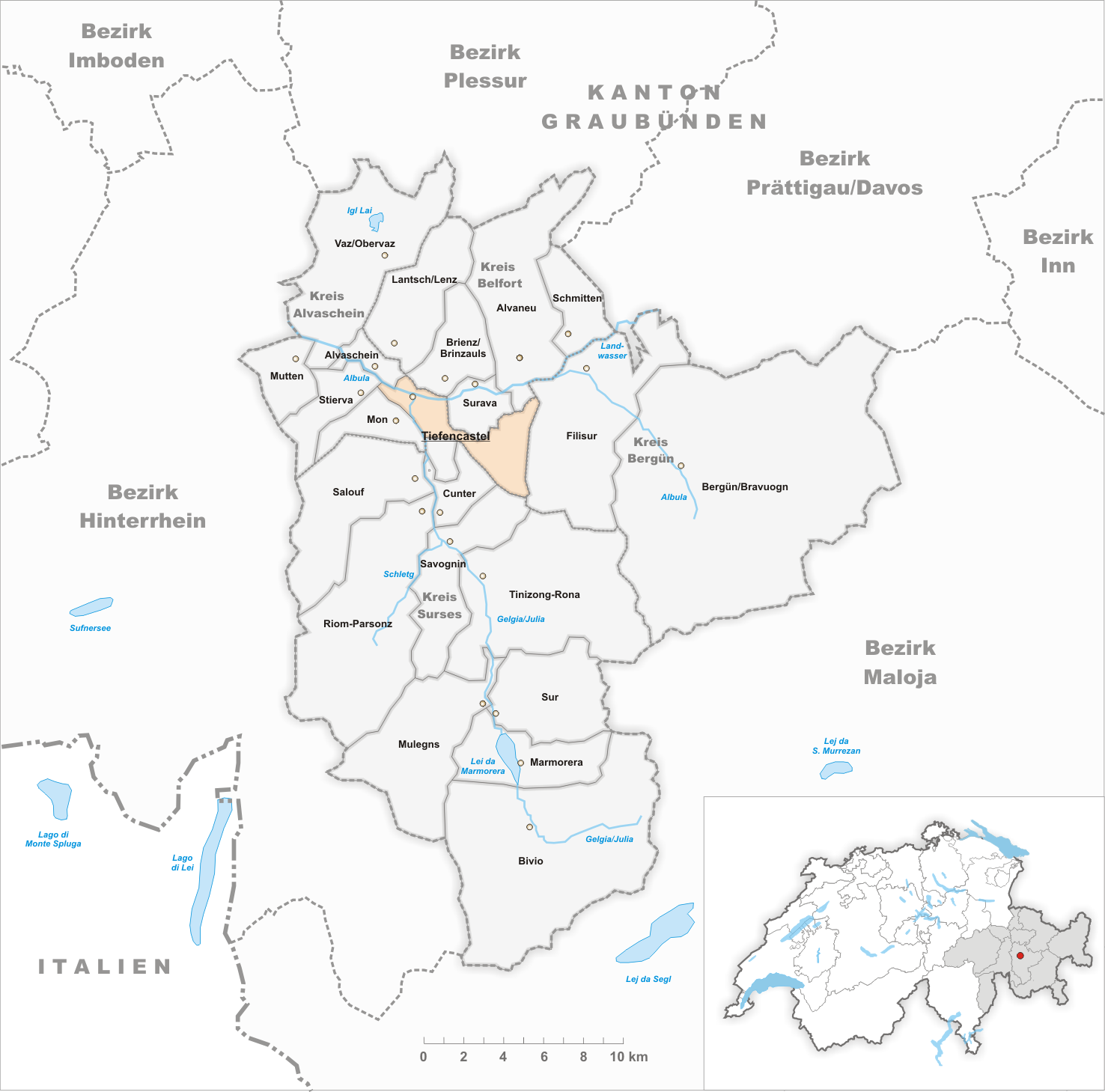
Gemeindestand vor der Fusion am 1. Januar 2015

Tiefencastel ⓘ (bündnerdeutsch [tyfɐˈk(h)aʃtɐ], rätoromanisch Castiⓘ [kɐʃtˈi]) ist ein Ort in der Gemeinde Albula/Alvra im Schweizer Kanton Graubünden.
Bis 31. Dezember 2014 bildete Tiefencastel eine eigenständige politische Gemeinde und war Hauptort des damaligen Kreises Alvaschein sowie des Bezirks Albula. Am 1. Januar 2015 fusionierte sie mit den Gemeinden Alvaneu, Alvaschein, Brienz/Brinzauls, Mon, Stierva und Surava.

## Geographie

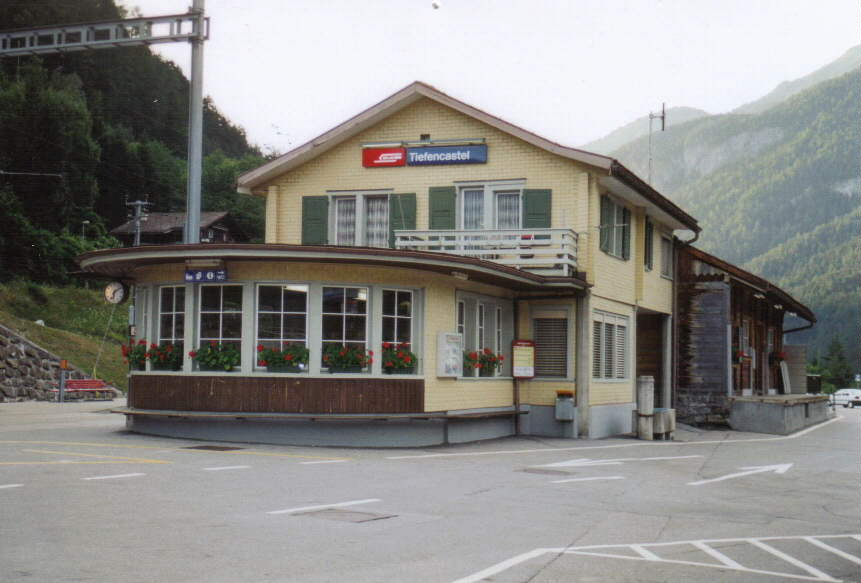
Bahnhof Tiefencastel

Tiefencastel liegt im Albulatal am Fusse der Alpenpässe Albula und Julier in einem Talkessel auf einer Höhe von 851 m ü. M. (Albulabrücke). Der tiefste Punkt des ehemaligen Gemeindegebiets liegt beim Einfluss des Niselas-Stausees auf 825 m, die höchste Erhebung 200 Meter nordwestlich des Piz Mitgel auf knapp 3100 m. In Tiefencastel mündet der Fluss Julia in die Albula.
Gemäss der kantonalen Arealstatistik aus dem Jahre 1997 setzte sich das ehemalige Gemeindegebiet zusammen aus: 302 Hektaren (20 %) landwirtschaftliche Nutzfläche, 736 Hektaren (50 %) Wald, 46 Hektaren (3 %) Siedlungsgebiet und 401 Hektaren (27 %) unproduktive Fläche. Die landwirtschaftliche Nutzfläche lässt sich aufteilen in 116 Hektaren Wies- und Ackerland und 186 Hektaren alpwirtschaftliche Nutzfläche.
Das Dorf liegt an der Albulalinie der Rhätischen Bahn. Der Bahnhof Tiefencastel ist auch Zubringer für das Oberhalbstein.
Nachbardörfer von Tiefencastel sind Lantsch/Lenz, Brienz/Brinzauls, Surava, Cunter, Salouf, Mon, Stierva und Alvaschein.

## Geschichte

Historisches Luftbild von Werner Friedli (1947)

Im Jahre 831 wurde Tiefencastel erstmals erwähnt als villa in Castello Impitinis mit Sitz des königlichen Verwalters. Der Name dürfte auf eine Fügung aus lat. īmus ‹unterst, niedrigst, tiefst›‘ und einem in mehreren Bündner Flurnamen erscheinenden vorrömischen Wort *pitino ‹Burg, Wehranlage› zurückgehen, verdeutlicht durch lat. castellum ‹Burg, Festung›, das den Namen später ersetzte und so zur romanischen Namensform Castí führte. Um 1300 ist die Bezeichnung als Īmum Castellum* belegt (1297 Petro de Imo Castello; 1311 tres de Ymocastello … in Ymo Castello), wonach wohl der deutsche Name gebildet wurde (1357 Tieffenchastl; angelehnt an «Kasten», 1389 zů dem Tieffenchasten, 1499 Túffenkasten, das in der deutschen Mundartform fortlebt).
Auf dem Hügel Plattas lag eine bronzezeitliche Siedlung und auf dem Kirchenhügel das römische Kastell. Archäologische Funde bestätigen die vorchristliche Besiedlung. Im Frühmittelalter war Tiefencastel eine befestigte Siedlung. Im Mittelalter besass der Ort eine Zollbrücke. Ab 960 war Tiefencastel bischöfliches Herrschaftsgebiet und ging somit als Lehen an die Vazer und andere lokale Vasallen über. Nach Mitte des 16. Jahrhunderts war das Gericht Tiefencastel mit den Nachbarschaften Alvaschein und Mon Teil des Hochgerichts Oberhalbstein im Gotteshausbund.
Beim heutigen Bildstock an der Julierstrasse oberhalb des Dorfes stand die im 6./7. Jahrhundert erbaute Kapelle St. Ambrosius (rätoromanisch: Sontg Ambriesch). Diese diente über Jahrhunderte als Pfarrkirche von Tiefencastel, teilweise auch von Alvaschein. 1343 wurde die heutige Kirche St. Stefan erstmals als super colle sancti Stephani erwähnt. Sie hat St. Ambrosius als offizielle Pfarrkirche verdrängt. Ab 1635 übernahmen italienische Kapuziner die Seelsorge von Tiefencastel. Das Hospiz wurde Ausgangspunkt für die Gegenreformation in Mittelbünden. 1650–1663 wurde die Kirche St. Stefan durch die Kapuziner neu erbaut und mit bedeutenden Schnitzereien und Malereien ausgestattet. Die Kirche ist in dieser Form bis heute erhalten geblieben.
Am 11. Mai 1890 zerstörte ein Grossbrand weite Teile des Dorfes. 24 Häuser, 34 Stallgebäude und Teile der Kirche und des Kirchturms wurden in Mitleidenschaft gezogen.
Verkehrstechnisch hatte Tiefencastel schon immer eine grosse Bedeutung, denn der Ort liegt an der Transitachse über den Septimer- und Julierpass. Die Septimerpassstrasse nach Chiavenna war über Jahrhunderte die wichtigste Verkehrsachse zur Durchquerung der Alpen. Nach dem Ausbau der Passwege wurde 1835 in Tiefencastel eine Pferdepoststation eingerichtet. Ab 1898 wurde das Netz der Rhätischen Bahn erschlossen. 1903 wurde die Linie Chur-St. Moritz eröffnet. Der Bahnhof Tiefencastel brachte dem Ort erneuten Aufschwung. Eine Dorfumfahrung brachte ab 1999 Erleichterung für das unter starkem Durchgangsverkehr leidende Dorf.

## Wappen
| Wappen von Tiefencastel | Blasonierung: «In Silber (weiss) unter einem blauen Sparren eine zweitürmige rote Burg mit Zinnen und Tor» |
| Wappen von Tiefencastel | Das Wappen verdeutlicht mit dem in den unteren Bereich des Schildes gesetzten Burgsymbol den Namen der ehemaligen Gemeinde. Es verweist auf die mittelalterliche Burg, die sich einst auf dem heutigen Kirchhügel Suloms befand. Darüber zeigt das Wappen symbolisch den Zusammenfluss von Albula (rechts) und Julia (links) in Form eines blauen Sparrens. Die Farben gehen auf das Wappen der Herren von Vaz zurück. |

## Bevölkerung
| Bevölkerungsentwicklung | Bevölkerungsentwicklung | Bevölkerungsentwicklung | Bevölkerungsentwicklung | Bevölkerungsentwicklung | Bevölkerungsentwicklung | Bevölkerungsentwicklung | Bevölkerungsentwicklung | Bevölkerungsentwicklung |
| ----------------------- | ----------------------- | ----------------------- | ----------------------- | ----------------------- | ----------------------- | ----------------------- | ----------------------- | ----------------------- |
| Jahr                    | 1850                    | 1880                    | 1900                    | 1950                    | 1980                    | 1990                    | 2000                    | 2014                    |
| Einwohner               | 135                     | 209                     | 257                     | 327                     | 277                     | 239                     | 230                     | 247                     |

Ursprünglich sprach die gesamte Bevölkerung den rätoromanischen Dialekt Surmiran. Noch 1880 waren es 89 % und 1910 80 %. Seit der Zwischenkriegszeit sank der Anteil bis auf 53 % im Jahr 1970.
| Sprachen in Tiefencastel | Sprachen in Tiefencastel | Sprachen in Tiefencastel | Sprachen in Tiefencastel | Sprachen in Tiefencastel | Sprachen in Tiefencastel | Sprachen in Tiefencastel |
| ------------------------ | ------------------------ | ------------------------ | ------------------------ | ------------------------ | ------------------------ | ------------------------ |
| Sprachen                 | Volkszählung 1980        | Volkszählung 1980        | Volkszählung 1990        | Volkszählung 1990        | Volkszählung 2000        | Volkszählung 2000        |
| Sprachen                 | Anzahl                   | Anteil                   | Anzahl                   | Anteil                   | Anzahl                   | Anteil                   |
| Deutsch                  | 138                      | 49,82 %                  | 113                      | 47,28 %                  | 134                      | 58,26 %                  |
| Rätoromanisch            | 124                      | 44,77 %                  | 102                      | 42,68 %                  | 87                       | 37,83 %                  |
| Italienisch              | 9                        | 3,25 %                   | 9                        | 3,77 %                   | 3                        | 1,30 %                   |
| Einwohner                | 277                      | 100 %                    | 239                      | 100 %                    | 230                      | 100 %                    |

80 % der Bevölkerung bekennt sich zum römisch-katholischen und 13 % zum evangelisch-reformierten Glauben (Volkszählung 2000). 86 % der Bevölkerung sind Schweizer Bürger (Dezember 2005).

## Tourismus
Von Alters her ist Tiefencastel, bedingt durch seine geografische Lage, ein beliebter Etappenort für die Passfahrer. In der Verzweigung der beiden Pässe hat sich eine renommierte Gastronomie entwickelt.
Tiefencastel wird zunehmend auch als Ferienort für Familien und Sporttreibende genutzt. Im nahen Alvaneu Bad befinden sich ein Thermalbad und ein alpiner Golfplatz (18 Loch). Die Skiorte Lenzerheide, Savognin und Davos sind von Tiefencastel aus leicht erreichbar.

## Sehenswürdigkeiten

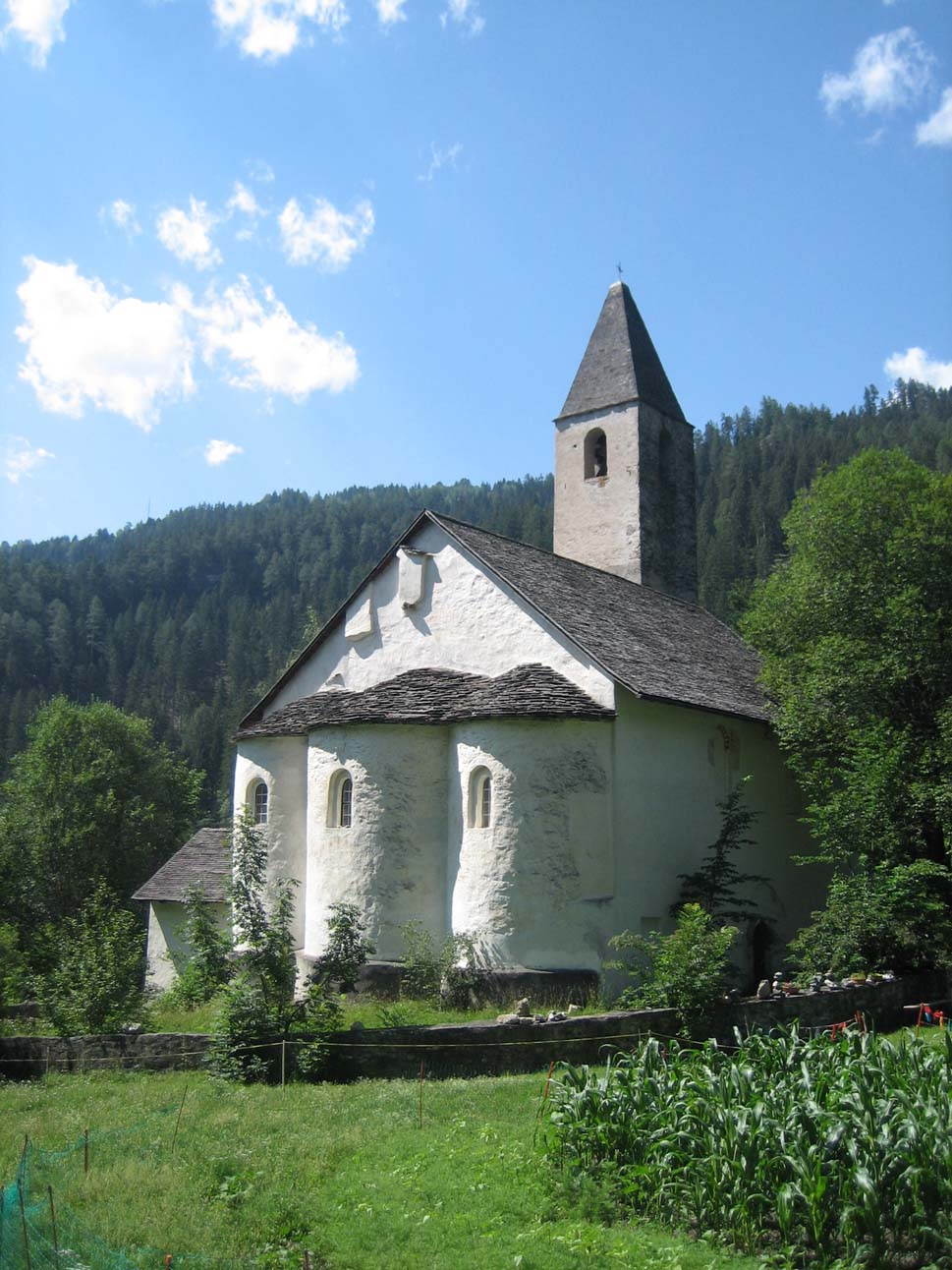
Kirche Mistail

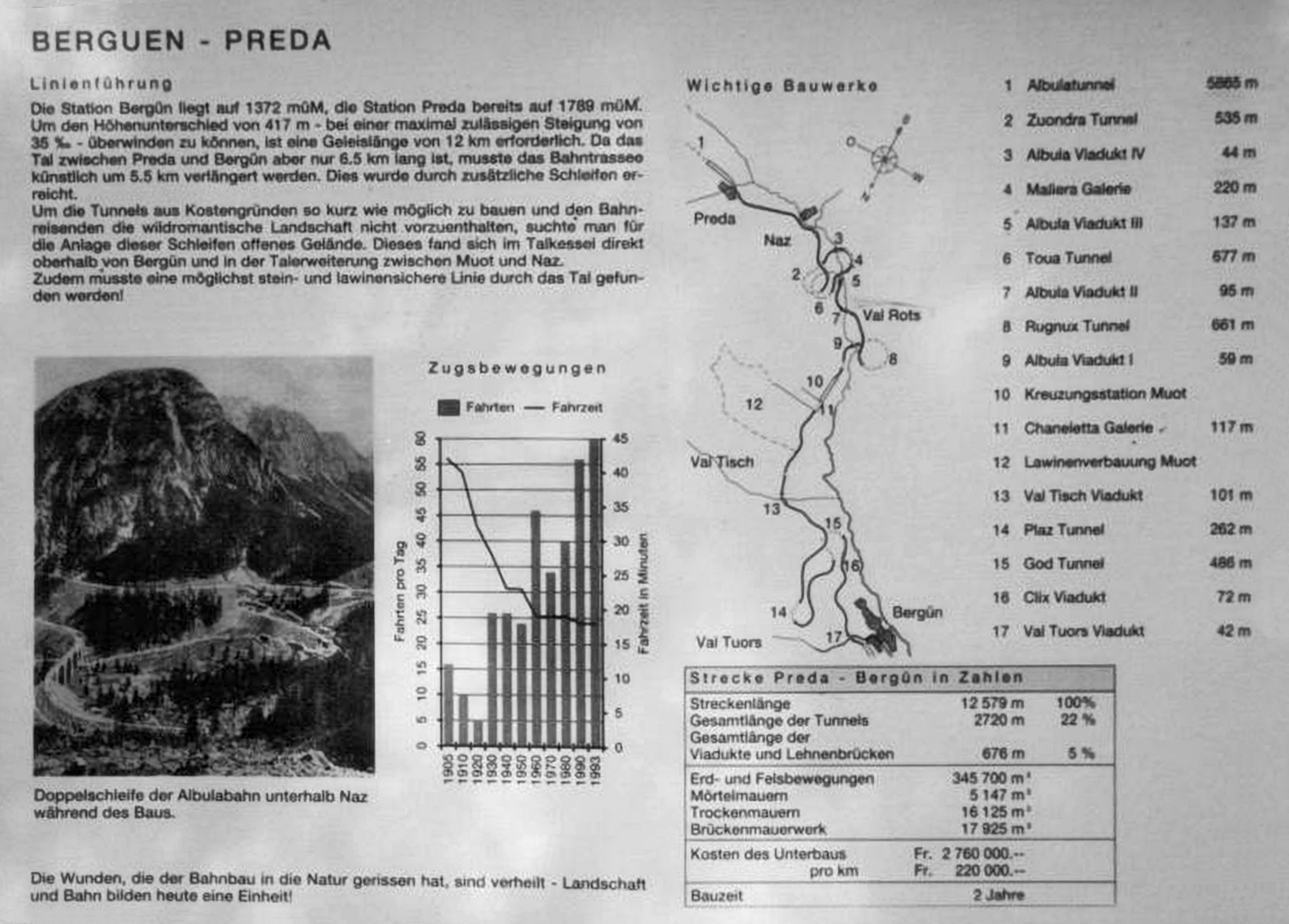
Karte des Abschnitts Bergün-Preda der Albulalinie

- Von Weltrang gilt die karolingische Kirche St. Peter Mistail (erbaut ca. 806) 1,5 Kilometer nordwestlich von Tiefencastel.
- Katholische Kirche Sankt Stephan[3]
- Römische Funde im Crap Ses[4]
- Eine weitere Attraktion ist die Albulalinie der Rhätischen Bahn, die auf einem Bahnwanderweg auch zu Fuss auf ihrem interessantesten Teil besichtigt werden kann. Diese Bahnlinie ist mit ihren unzähligen Brücken, Kehr- und Kreistunnels europaweit eine der grössten ingenieurtechnischen Meisterleistungen. Im Juli 2008 entschied das UNESCO-Welterbekomitee, die Albula- und Berninabahnlinie in die Liste des Weltkulturerbes aufzunehmen.

Tiefencastel bietet auch zahlreiche weitere Wandermöglichkeiten (z. B. ins Val Tuors oder ins Oberhalbstein). Oberhalb von Salouf, unweit von Tiefencastel, liegt die Wallfahrtskirche Ziteil. Mit einer Höhe von 2429 m ü. M. ist es der höchstgelegene Wallfahrtsort der Ostalpen (vgl. Rocciamelone).

## Wirtschaft
Dem ursprünglich landwirtschaftlich geprägten Ort brachten ab 1850 erste Hotelbauten, die vorwiegend Passanten beherbergten, zusätzlichen Verdienst. Bis 1950 war Tiefencastel wichtigster Viehmarktort der Region. Das Dorf besitzt heute in erster Linie Kleingewerbe- und Dienstleistungsbetriebe. Im Jahr 1949 nahm das Elektrizitätswerk der Stadt Zürich (EWZ) das Kraftwerk Tiefencastel-West (Stufe Burvagn-Tiefencastel) und 1971 das Kraftwerk Tiefencastel-Ost (Stufe Marmorera-Tinizong-Tiefencastel) in Betrieb. Im Jahr 1990 eröffneten die Albula-Landwasser Kraftwerke (ALK) die Zentrale Filisur-Tiefencastel.
Von den 223 Beschäftigten waren Ende 2005 5 % in der Land- und Forstwirtschaft tätig. 35 % arbeiten im industriellen und produzierenden Gewerbe und 60 % in Dienstleistungsbetrieben.